# Državica Ptičjestrašilna
Državica Ptičjestrašilna je večplastno umetniško delo Milene Kosec, izraženo kot izmišljena država v obliki javnih dogodkov, razstav in v pisani besedi. Gre za preplet resničnosti in domišljije, družbenega in osebnega, ženskega in moškega. Zanjo je značilno raziskovanje kompleksnosti življenja skozi (osebni) predmetni svet z ženskimi očmi in kritična drža z dobršno mero samoironije.

## Osnovna dejstva
Državica Ptičjestrašilna je bila javnosti prvič predstavljena 14. maja 1992 na zelenjavnem vrtu Vile Katarina v Ljubljani. Ustanovni dogodek je bil izveden ob pomoči številnih naključnih sodelavcev. Ob vstopu v Državico so obiskovalci dobili častno državljanstvo s ptičjestrašilnim EMŠO-jem.
Državljani se imenujejo Ptičjestrašilke in Ptičjestrašilci. Ljudje so po zakonu izenačeni z avtohtonimi prebivalci in z njimi tvorijo mikronarod.
Oblika vladavine je kvadratno-okrogla. Uradna jezika sta ptičjestrašilni in slovenski. 
Sodi med najmanjše državice na svetu. Meri 3 x 3 m ali 9 m2. Najvišji vrh je črna luknja. Čas je spirala na krogli. 
Državičini simboli so: zastava, žig (izdelala Wang Huiqin) in himna (avtor Borut Savski).
Denarna enota je 1KZ = eno koruzno zrno, 500KZ = en koruznik. 
Menjalni tečaj: 239SIT-ih (ena koruzna konzerva) = 1eu.
Državne funkcije: Milena Kosec je uradno pooblaščena posvečenka, Bogdana Herman je zaslužna državičina umetnica.
V času kulturne zasedbe nekdanje vojašnice na Metelkovi je imela Državica Ptičjestrašilna Državičino kapelico posvečeno Modrosti v eni od celic nekdanjih zaporov (sedaj Hostel Celica).

## Prazniki
1. Pomladno praznovanje - misterij rojstva,
2. Poletno praznovanje - ženski misteriji,
3. Jesensko pospravljanje - misterij smrti,
4. Zimsko praznovanje - moški misteriji.

## Zgodovinska obdobja
Mitska doba 1992–2000, čas spontanih javnih dogodkov izven institucij:
1. Prvo štiriletje - publikacija Državičina kronika,
2. Prvo brezčasje - publikacija Letopis prvega brezčasja,
3. Drugi obrat na spirali čas - publikacija Potopis drugega obrata na spirali časa.

Nova zgodovinska doba 2000–2007, vključenost v umetniške institucije:
1. Čas velikih razstav,
2. Čas karierizma.

## Pomembni mejniki
1. 14. maj 1992 - rojstvo Državice Ptičjestrašilne,
2. 14. februar 2000 - razpustitev (osvoboditev od vseh meja) na pobudo Nebojše Ivanovića,
3. Leto 2007 - dematerializacija (izhod iz predmetnega sveta) in razstava Odprtje Državičinih arhivov v MGLC, Ljubljana.

## Dokumenti in publikacije
Ob manifestativnih dogodkih Državice Ptičjestrašilne so bili izdani pomembni dokumenti, priložnostni letaki, časopis Novice Ptičjestrašilne in publikacije: Državičina kronika, Letopis prvega brezčasja...  